# 貝茲魯基夫
50°1′3″N 35°49′35″E / 50.01750°N 35.82639°E
貝茲魯基夫（烏克蘭語：Безруків）是位於烏克蘭東部的村莊，由哈爾科夫州哈爾科夫區的索洛尼齊夫卡市鎮負責管轄。該村距離克里沃羅蒂夫卡河1公里，始建於1731年，面積0.26平方公里，海拔高度142米，2001年人口181。